# Belisarius
Flavius Belisarius (tiếng Hy Lạp: Βελισάριος, khoảng. 500 – 565) là một vị tướng của Đế quốc Byzantine. Ông đóng vai trò quan trọng trong kế hoach tham vọng của hoàng đế Justinian I nhằm khôi phục lãnh thổ Địa Trung Hải của Đế quốc Tây La Mã từng bị rơi vào tay man tộc gần một thế kỉ trước đó.
Một trong nét nổi bật trong sự nghiệp của Belisarius là những thắng lợi hầu như không đứt đoạn của ông bất chấp sự thay đổi mức độ ủng hộ từ Justinian. Tên của ông thường được xem, cùng với một số người khác, là "Người La Mã cuối cùng".

## Tiểu sử
Belisarius sinh ra ở Germania, một thị trấn ở nơi này ngay là Sapareva Banya thuộc miền tây nam Bulgaria, gần biên giới giữa Thrace và Illyria. Ông nhập quân ngũ La Mã khi còn trẻ, gia nhập đội cận vệ của Hoàng đế Justinus I. Sớm tỏ ra là một sĩ quan triển vọng, ông được phép thành lập một trung đoàn kị binh nặng, mà về sau ông mở rộng thành một trung đoàn của tư gia ông, gồm 1500 người, và là hạt nhân của các đội quân mà sau này ông tổ chức.

Map of the Byzantine-Persian frontier

Khi Justin qua đời, hoàng đế mới Justinian I bổ nhiệm ông chỉ huy quân đội La mã ở miền đông để đối phó với những cuộc đột kích từ Đế quốc Sassanid. Ông đã dẫn dắt thành công quân đội trong Chiến tranh Iberia, đánh bại người Ba Tư trong các trận Dara (530) và trận Callinicum (531), dẫn đến hiệp ước "Hòa bình Vĩnh cửu" (532) giữa hai đế chế. Trở về Constantinople, ông cùng với Thống chế miền Illyrium là Mundus, đã dập tắt cuộc nổi dậy Nika trong bể máu.
Tiếp đó, Belisarius được trao quyền thống lĩnh đội quân chinh phạt Vương quốc Vandal. Đổ bộ gần Chebba (Tunisia), ông cho hành quân dọc bờ biển và giữ hạm đội theo sát, trước khi tiến thẳng vào kinh đô Vandal ở Carthage nhằm tránh bị cắt đứt đường vận chuyển lương thực. Trên đường tới Carthage, quân La Mã đụng độ với quân Vandal tại trận Ad Decimum (13 tháng 9 năm 533) và thắng trong gang tấc. Chiến thắng khác tại trận Tricamarum hai ngày sau đó buộc vua Gelimer (người sát vị vua Vandal trước đó thân Byzantine là Hilderic, tạo ra cái cớ trực tiếp cho cuộc chiến) phải đầu hàng. Khôi phục được tỉnh Bắc Phi, Belisarius trở về Constantinople trong lễ khải hoàn La Mã (người cuối cùng nhận vinh dự này). Ông cũng được phong làm Chấp chính duy nhất năm 535 và là một trong những người cuối cùng mang danh hiệu thừa hưởng từ thời Cộng hòa La Mã này.
Thắng lợi ở Bắc Phi cổ vũ Justinian nỗ lưc khôi phục phần lớn Đế quốc Tây La Mã. Năm 535 Belisarius lại được trao nhiệm vụ chinh phạt người Ostrogoth ở Ý. Belisarius đổ bộ ở Sicily và chiếm hòn đảo làm căn cứ tấn công Ý, trong khi Mundus khôi phục Dalmatia. Sau khi quay lại châu Phi một thời gian ngắn để đánh bại một cuộc nổi dậy, cuối năm 536 Belisarius đổ bộ vào Ý, chiếm Naples tháng 11 và khôi phục thành La Mã tháng 12. Những năm 537-538 ông thành công trong việc bảo vệ cố đô trước người Goth. Năm 540 ông đánh bại quân đội Goth, bắt giữ vua Ostrogoth là Witiges, tiến đến kinh đô của họ ở Ravenna. Người Goth hứa tuyên bố ông là hoàng đế phương Tây. Belisarius giả vờ dồng ý và đi vào thành Ravenna qua lối vào duy nhất, một con đường nhỏ xuyên qua đầm lầy cùng với một tùy tướng. Ít lâu sau, ông tuyên bố chiếm đóng Ravenna dưới danh nghĩa hoàng đế Justinian. Điều này đã tiết kiệm được máu đổ nhưng khiến cho Justinian nghi ngờ và triệu hồi Belisarius về kinh đô.
Sau đó, ông được trao quyền thống lĩnh chiến dịch Syria (541-542) để đẩy lùi người Ba Tư ở đây, một chiến dịch kéo dài không có trận đánh nào quyết định và cuối cùng một hòa ước được ký kết, trong đó Byzantine nộp cống phẩm cho Ba Tư để đổi lại cam kết không tấn công trong 5 năm.
Quay lại Ý năm 544, ông đối mặt với người Ostrogoth đã tập hợp lại dưới vua mới Totila và tái chiếm hầu hết bán đảo. Belisarius đã nhanh chóng khôi phục thành La Mã, nhưng chiến dịch tái chiếm Ý bất thành, phần lớn do triều đình Constantinople đang bận bịu khôi phục sau nạn dịch hạch khủng khiếp năm 542 đã không tăng viện và chu cấp cho quân đội của ông. Năm 548-549, Justinian phái quân giải vây cho ông và năm 551 một đội quân lớn do hoạn quan Narses chỉ huy đã đưa chiến dịch Ý tới thắng lợi chung cuộc. Belisarius quyết định rút lui khỏi vị trí cầm quân.
Trong chiến dịch thành La Mã, Belisarius đã quyết định bãi chức Giáo hoàng đương nhiệm Silverius và thay thế bằng Vigilus, gây ra sự bất bình trong giới tăng lữ La Mã. Vào đỉnh điểm của cuộc vây hãm (537), Silverius bị kết tội mưu phản cấu kết với người Goth và bị đem đi đày. Sau này ông được minh oan nhưng cuối cùng bị đi đày thêm một lần nữa và chết ở Ponza. Để ăn năn về phần mình Belisarius có xây một số nhà thờ, tu viện và nhà nguyện, nhưng sự việc khiến cho ông mang tiếng xấu trong giáo hội Thiên Chúa một thời gian dài về sau.
Năm 559, Belisarius một lần nữa lại được triệu tập để cầm quân đối phó với người Bulgar vượt sông Danube đe dọa tới Constantinople. Với một quân số ít hơn hẳn, ông đã đánh bại quân địch và đẩy họ về bờ kia dòng sông.
Năm 562, Belisarius phải ra tòa vì cáo buộc tham nhũng, một cáo buộc mà giới sử học ngày nay cho là âm mưu chính trị, và dường như thư ký cũ của ông, Procopius của Caesarea đã chủ tọa phiên tòa. Ông bị tuyên án và bỏ vào tù nhưng ít lâu sau Justinian đã ân xá và cho ông một vị trí ở cung đình.
Năm 565, Belisarius qua đời, có lẽ là điền trang Ruìnianae ở phần châu Á của ngoại ô Constantinople, và được chôn ở một trong hai nhà thờ gần đó. Mất cùng năm đó là Justinian; hai người đã góp phần mở rộng diện tích đế chế Byzantine khoảng 45% lãnh thổ vào thời điểm họ qua đời.